# FCN3
FCN3‏ (Ficolin 3) هوَ بروتين يُشَفر بواسطة جين FCN3 في الإنسان.
تم تحديد جين فيكولين-3 في البداية باسم H-ficolin، حيث يُشير الحرف H إلى مولد الضد هاكاتا الذي وُجد سابقًا كمستضد ذاتي لدى مرضى مدينة هاكاتا.
الفيكولينات هي مجموعة من البروتينات تتكون من نطاق شبيه بالكولاجين ونطاق شبيه الفبرينوجين. يوجد في مصل الإنسان نوعان من الفيكولينات، وكلاهما يتميز بنشاط الليكتين. البروتين المُشفر بواسطة هذا الجين هو بروتين بيتا-2-ماكروغليكوبروتين غير قابل للتغير بالحرارة، ويوجد في جميع مصل الإنسان، وهو عضو في عائلة الليكتين فيكولين/أوبسونين p35. وقد ثبت أن هذا البروتين، الذي تم تحديده في البداية بناءً على تفاعله مع مصل مرضى الذئبة الحمامية الجهازية، يتمتع بنشاط ليكتين مستقل عن الكالسيوم. يمكن لهذا البروتين تنشيط مسار المتممة بالاشتراك مع MASPs وsMAP، مما يُساعد في دفاع الجسم من خلال تنشيط مسار الليكتين. يحدث الوصل البديل في هذا الموضع وتم التعرف على متغيرين، كل منهما يشفر شكلًا متماثلًا مميزًا.